# 2022年シンガポールグランプリ
2022年シンガポールグランプリ（英:  2022  Singapore Grand Prix）は、2022年のF1世界選手権の第17戦として、2022年10月2日にシンガポール市街地コースにて、2019年以来3年ぶりに開催。
正式名称は「Formula 1 Singapore Airlines Singapore Grand Prix 2022」。

## 背景
タイヤ
本レースでピレリが持ち込むドライ用タイヤのコンパウンドはハード（白）：C3、ミディアム（黄）：C4、ソフト（赤）：C5のソフト寄りの組み合わせ。提供されるセット数はハード2、ミディアム3、ソフト8。
| ドライ用   | ドライ用       | ドライ用   | ウェット用           | ウェット用   |
| C3         | C4             | C5         | インターミディエイト | フルウェット |
| ---------- | -------------- | ---------- | -------------------- | ------------ |
| （ハード） | （ミディアム） | （ソフト） | （小雨用）           | （大雨用）   |
DRS：3箇所※（　）内は検知ポイント
- DRS1：ターン5より48m先から（ターン4の出口）
- DRS2：ターン13より78m先から（ターン13の102m手前）
- DRS3：ターン23のエイペックスより43m先から（ターン22のエイペックスの180m手前）

チャンピオンシップの行方
ランキング首位のマックス・フェルスタッペンは、同2位のシャルル・ルクレールに116ポイント、同3位のセルジオ・ペレスに125ポイントの差をつけていた。シンガポールGP終了時点で2位以下に138ポイント差以上をつけた場合、2度目のドライバーズタイトルを獲得できたが、フェルスタッペンは決勝を7位で終えたことから次戦へ持ち越された。
| フェルスタッペン | ルクレール | ペレス         |
| ---------------- | ---------- | -------------- |
| 優勝+FL          | 8位以下    | 4位以下        |
| 優勝             | 9位以下    | 4位以下+FL無し |

## エントリーリスト
前戦から変更なし。

## フリー走行
FP1
2022年9月30日 18:00 SST(UTC+8)
トップはルイス・ハミルトンでシーズン初となった。ランス・ストロールは8番手タイムを記録したものの、ターン5で壁に接触し赤旗の原因となった。
FP2
2022年9月30日 21:00 SST(UTC+8)
トップはカルロス・サインツ、2位にシャルル・ルクレールが続きフェラーリが1-2とした。ピエール・ガスリーはピットイン直後にマシンが出火したものの、大事には至らずコースに復帰し14番手タイムを記録した。
FP3
2022年10月1日 18:00 SST(UTC+8)
トップはルクレール。朝方から雨が降っており、ウェットコンディションとなった。セッションは予定通り開始されたが、30分後までピットレーン出口の赤信号だったため、コースに入ることは出来なかった。

## 予選
2022年10月1日 21:00 SST(UTC+8)（文章の出典）
ポールはシャルル・ルクレール、シーズン9度目通算18回目の獲得。2番手にセルジオ・ペレス、3番手にルイス・ハミルトン。
予選中に雨が降ることはなかったが、Q1では全車がインターミディエイトでのタイム計測となった。Q1ではウィリアム勢とアルファロメオ、マクラーレン、アルピーヌの1台ずつが脱落した。Q2ではアストンマーティン勢や周冠宇がソフトタイヤを使用したもののタイム更新は出来ず、アルファロメオ勢とジョージ・ラッセルが脱落した。Q3では各車がソフトタイヤで周回を重ねながらタイム計測を行った。最終盤にマックス・フェルスタッペンが第1,2セクターで全体ベストを記録しながら走行していたが、ピットからの指示でタイム計測を中断し8番手に留まった。

### 予選結果
| 順位                | No. | ドライバー                 | コンストラクター                        | Q1       | Q2       | Q3       | Grid |
| ------------------- | --- | -------------------------- | --------------------------------------- | -------- | -------- | -------- | ---- |
| 1                   | 16  | シャルル・ルクレール       | フェラーリ                              | 1:54.129 | 1:52.343 | 1:49.412 | 1    |
| 2                   | 11  | セルジオ・ペレス           | レッドブル-RBPT                         | 1:54.404 | 1:52.818 | 1:49.434 | 2    |
| 3                   | 44  | ルイス・ハミルトン         | メルセデス                              | 1:53.161 | 1:52.691 | 1:49.466 | 3    |
| 4                   | 55  | カルロス・サインツ         | フェラーリ                              | 1:54.559 | 1:53.219 | 1:49.583 | 4    |
| 5                   | 14  | フェルナンド・アロンソ     | アルピーヌ-ルノー                       | 1:55.360 | 1:53.127 | 1:49.966 | 5    |
| 6                   | 4   | ランド・ノリス             | マクラーレン-メルセデス                 | 1:55.914 | 1:53.942 | 1:50.584 | 6    |
| 7                   | 10  | ピエール・ガスリー         | アルファタウリ-RBPT                     | 1:55.606 | 1:53.546 | 1:51.211 | 7    |
| 8                   | 1   | マックス・フェルスタッペン | レッドブル-RBPT                         | 1:53.057 | 1:52.723 | 1:51.395 | 8    |
| 9                   | 20  | ケビン・マグヌッセン       | ハース-フェラーリ                       | 1:55.103 | 1:54.006 | 1:51.573 | 9    |
| 10                  | 22  | 角田裕毅                   | アルファタウリ-RBPT                     | 1:55.314 | 1:53.848 | 1:51.983 | 10   |
| 11                  | 63  | ジョージ・ラッセル         | メルセデス                              | 1:54.633 | 1:54.012 |          | PL1  |
| 12                  | 18  | ランス・ストロール         | アストンマーティン・アラムコ-メルセデス | 1:55.629 | 1:54.211 |          | 11   |
| 13                  | 47  | ミック・シューマッハ       | ハース-フェラーリ                       | 1:55.736 | 1:54.370 |          | 12   |
| 14                  | 5   | セバスチャン・ベッテル     | アストンマーティン・アラムコ-メルセデス | 1:55.602 | 1:54.380 |          | 13   |
| 15                  | 24  | 周冠宇                     | アルファロメオ-フェラーリ               | 1:55.375 | 1:55.518 |          | 14   |
| 16                  | 77  | バルテリ・ボッタス         | アルファロメオ-フェラーリ               | 1:56.083 |          |          | 15   |
| 17                  | 3   | ダニエル・リカルド         | マクラーレン-メルセデス                 | 1:56.226 |          |          | 16   |
| 18                  | 31  | エステバン・オコン         | アルピーヌ-ルノー                       | 1:56.337 |          |          | 17   |
| 19                  | 23  | アレクサンダー・アルボン   | ウィリアムズ-メルセデス                 | 1:56.985 |          |          | 18   |
| 20                  | 6   | ニコラス・ラティフィ       | ウィリアムズ-メルセデス                 | 1:57.532 |          |          | 19   |
| 107% time: 2:00.971 |     |                            |                                         |          |          |          |      |
| ソース:             |     |                            |                                         |          |          |          |      |

追記
- ^1 - ラッセルはパルクフェルメ下のマシンのパワーユニットを交換したためピットレーンからのスタート[13]

## 決勝
2022年10月2日 21:05 SST(UTC+8)（文章の出典）
優勝はセルジオ・ペレスでシーズン2勝目、通算4勝目。2位にシャルル・ルクレール、3位にカルロス・サインツとなった。
大雨のため65分遅れのスタートとなった。スタートタイヤは全車がインターミディエイトを選択した。スタートの蹴り出しが良かったペレスが首位に立った。3回のVSCと2回のSCが導入され、計6台がリタイアとなる荒れた展開となったが、ペレスは全周ラップリーダーで優勝を飾った。レース後、ペレスは2度のSCの際に10車身以内の規定に違反したと認定され、1回目は戒告処分、2回目は5秒のタイムペナルティが課された。それでも、2位のルクレールとの間に5秒以上の差をつけていたため、順位に変動はなかった。

### レース結果
| 順位    | No. | ドライバー                 | コンストラクター                        | 周回数 | タイム/リタイア原因 | Grid | Pts. |
| ------- | --- | -------------------------- | --------------------------------------- | ------ | ------------------- | ---- | ---- |
| 1       | 11  | セルジオ・ペレス           | レッドブル-RBPT                         | 59     | 2:02:20.2381        | 2    | 25   |
| 2       | 16  | シャルル・ルクレール       | フェラーリ                              | 59     | +2.595              | 1    | 18   |
| 3       | 55  | カルロス・サインツ         | フェラーリ                              | 59     | +10.305             | 4    | 15   |
| 4       | 4   | ランド・ノリス             | マクラーレン-メルセデス                 | 59     | +21.133             | 6    | 12   |
| 5       | 3   | ダニエル・リカルド         | マクラーレン-メルセデス                 | 59     | +53.282             | 16   | 10   |
| 6       | 18  | ランス・ストロール         | アストンマーティン・アラムコ-メルセデス | 59     | +56.330             | 11   | 8    |
| 7       | 1   | マックス・フェルスタッペン | レッドブル-RBPT                         | 59     | +58.825             | 8    | 6    |
| 8       | 5   | セバスチャン・ベッテル     | アストンマーティン・アラムコ-メルセデス | 59     | +60.032             | 13   | 4    |
| 9       | 44  | ルイス・ハミルトン         | メルセデス                              | 59     | +61.515             | 3    | 2    |
| 10      | 10  | ピエール・ガスリー         | アルファタウリ-RBPT                     | 59     | +69.576             | 7    | 1    |
| 11      | 77  | バルテリ・ボッタス         | アルファロメオ-フェラーリ               | 59     | +88.844             | 15   |      |
| 12      | 20  | ケビン・マグヌッセン       | ハース-フェラーリ                       | 59     | +92.610             | 12   |      |
| 13      | 47  | ミック・シューマッハ       | ハース-フェラーリ                       | 58     | +1 Lap              | 12   |      |
| 14      | 63  | ジョージ・ラッセル         | メルセデス                              | 57     | +2 Laps             | PL   | FL   |
| Ret     | 22  | 角田裕毅                   | アルファタウリ-RBPT                     | 34     | DNF                 | 10   |      |
| Ret     | 31  | エステバン・オコン         | アルピーヌ-ルノー                       | 26     | DNF                 | 17   |      |
| Ret     | 23  | アレクサンダー・アルボン   | ウィリアムズ-メルセデス                 | 25     | DNF                 | 18   |      |
| Ret     | 14  | フェルナンド・アロンソ     | アルピーヌ-ルノー                       | 20     | DNF                 | 18   |      |
| Ret     | 6   | ニコラス・ラティフィ       | ウィリアムズ-メルセデス                 | 7      | DNF                 | 19   |      |
| Ret     | 24  | 周冠宇                     | アルファロメオ-フェラーリ               | 6      | DNF                 | 14   |      |
| ソース: |     |                            |                                         |        |                     |      |      |

追記
- ^FL - 入賞圏外のためポイントは付与されない。
- ^1 - ペレスはセーフティカーの規則違反により5秒のタイムペナルティ[17]。

## 第17戦終了時点のランキング
|         | 順位 | ドライバー                 | ポイント | 1位との差 |
| ------- | ---- | -------------------------- | -------- | --------- |
|         | 1    | マックス・フェルスタッペン | 341      |           |
|         | 2    | シャルル・ルクレール       | 237      | -104      |
|         | 3    | セルジオ・ペレス           | 235      | -106      |
|         | 4    | ジョージ・ラッセル         | 203      | -138      |
|         | 5    | カルロス・サインツ         | 202      | -139      |
| ソース: |      |                            |          |           |

|         | 順位 | コンストラクター        | ポイント | 1位との差 |
| ------- | ---- | ----------------------- | -------- | --------- |
|         | 1    | レッドブル-RBPT         | 576      |           |
|         | 2    | フェラーリ              | 439      | -137      |
|         | 3    | メルセデス              | 373      | -203      |
| 1       | 4    | マクラーレン-メルセデス | 129      | -447      |
| 1       | 5    | アルピーヌ-ルノー       | 125      | -451      |
| ソース: |      |                         |          |           |

- 注：いずれもトップ5まで掲載。

### DHLファステストラップアワード
|         | 順位 | ドライバー                 | 獲得数 |
| ------- | ---- | -------------------------- | ------ |
|         | 1    | マックス・フェルスタッペン | 5      |
|         | 2    | シャルル・ルクレール       | 3      |
|         | 3    | セルジオ・ペレス           | 3      |
|         | 4    | カルロス・サインツ         | 2      |
|         | 5    | ルイス・ハミルトン         | 2      |
| ソース: |      |                            |        |

- 注：いずれもトップ5まで掲載。
- 注：ファストテストラップアワードは同数の場合、カウントバック方式がとられている。